# Kenny Rollins
Kenneth Herman "Kenny" Rollins (Charleston, 14 september 1923 – Greencastle, 9 oktober 2012) was een Amerikaans basketballer. Hij won met het Amerikaans basketbalteam de gouden medaille op de Olympische Zomerspelen 1948.
Rollins speelde voor het team van de University of Kentucky, voordat hij in 1949 zijn NBA-debuut maakte bij de Chicago Stags. Tijdens de Olympische Spelen speelde hij 7 wedstrijden, inclusief de finale tegen Frankrijk. Gedurende deze wedstrijden scoorde hij 24 punten.
11 Lew Beck · 
12 Ralph Beard · 
15 Alex Groza · 
23 Cliff Barker · 
24 Ray Lumpp · 
26 Kenny Rollins · 
27 Wallace Jones · 
30 Vince Boryla · 
33 Don Barksdale · 
55 Jesse Renick · 
66 Gordon Carpenter · 
77 Jackie Robinson · 
90 Bob Kurland · 
99 Robert Pitts · 
Coach Bud Browning